# Norska mästerskapet i fotboll
Norska mästerskapet i fotboll (norska: Norgesmesterskapet i fotball for menn) är en utslagsturnering i fotboll, startad 1902, arrangerad av Norges Fotballforbund och öppen för klubblag i Norge. Den är Norges äldsta fotbollsturnering.
Det officiella namnet är numera Norgesmesterskapet i fotball for menn, men oftast används bara Cupen eller NM, där det senare är en förkortning för Norgesmesterskap.
Norska cupen i fotboll är nationellt mästerskap och vinnaren är norsk mästare i fotboll. Trots detta är Eliteserien mer prestigefull att vinna. I flera andra länder, till exempel Sverige, blir man nationell mästare då man vinner högstadivisionen i seriespelet.
Tidigare representerades dock Norge av seriemästarna i Europacupen för mästarlag och cupmästarna i Cupvinnarcupen, och i dag hamnar cupmästarna i UEFA-cupen medan seriemästarna får kvala till UEFA Champions League.

## Format
Första rundan spelas i mars, ungefär samtidigt som Eliteserien startar. De första omgångarna organiseras av fotbollsförbundet och topplagen får spela mot amatörlag från de lägre divisionerna. De senare omgångarna lottas och lagen möts i en match där vinnaren går vidare till nästa omgång. Finalen spelas på Ullevål i november/december och utgör slutet på den norska fotbollssäsongen. Cupen är väldigt populär i Norge och biljetterna till finalen säljs ut väldigt snabbt och är svåra att få tag på. Cupfinalen spelas normalt med representation från det norska kungahuset på hedersläktaren.

## Historia
Första cupen spelades 1902, men tävlingen var inte landsomfattande före 1963, då lag från norra Norge fick delta för första gången. Detta var på grund av de dåliga kommunikationssystemen i de norra delarna av landet samt att man trodde att lag från Nordnorge inte skulle kunna tävla på samma nivå som lagen från södra delen av landet.

## Flest segrar
| Klubb               | Antal vinster | År                                                                     |
| ------------------- | ------------- | ---------------------------------------------------------------------- |
| Odd Grenland BK     | 12            | 1903, 1904, 1905, 1906, 1913, 1915, 1919, 1922, 1924, 1926, 1931, 2000 |
| Rosenborg BK        | 12            | 1960, 1964, 1971, 1988, 1990, 1992, 1995, 1999, 2003, 2015, 2016, 2018 |
| Fredrikstad         | 12            | 1932, 1935, 1936, 1938, 1940, 1950, 1957, 1961, 1966, 1984, 2006, 2024 |
| Lyn                 | 8             | 1908, 1909, 1910, 1911, 1945, 1946, 1967, 1968                         |
| Skeid Fotball       | 8             | 1947, 1954, 1955, 1956, 1958, 1963, 1965, 1974                         |
| SK Brann            | 7             | 1923, 1925, 1972, 1976, 1982, 2004, 2022–2023                          |
| Lillestrøm SK       | 6             | 1977, 1978, 1981, 1985, 2007, 2017                                     |
| Molde FK            | 6             | 1994, 2005, 2013, 2014, 2021–2022, 2023                                |
| Sarpsborg FK        | 6             | 1917, 1929, 1939, 1948, 1949, 1951                                     |
| Viking FK           | 6             | 1953, 1959, 1979, 1989, 2001, 2019                                     |
| Strømsgodset IF     | 5             | 1969, 1970, 1973, 1991, 2010                                           |
| FK Ørn-Horten       | 4             | 1920, 1927, 1928, 1930                                                 |
| Vålerenga IF        | 4             | 1980, 1997, 2002, 2008                                                 |
| Mjøndalen IF        | 3             | 1933, 1934, 1937                                                       |
| Frigg Oslo FK       | 3             | 1914, 1916, 1921                                                       |
| FK Bodø/Glimt       | 2             | 1975, 1993                                                             |
| Mercantile FK       | 2             | 1907, 1912                                                             |
| Tromsø IL           | 2             | 1986, 1996                                                             |
| Aalesunds FK        | 2             | 2009, 2011                                                             |
| Kvik/Halden FK      | 1             | 1918                                                                   |
| Bryne FK            | 1             | 1987                                                                   |
| Gjøvik/Lyn          | 1             | 1922                                                                   |
| Grane Nordstrand    | 1             | 1902                                                                   |
| IL Hødd             | 1             | 2012                                                                   |
| Moss FK             | 1             | 1983                                                                   |
| FK Sparta Sarpsborg | 1             | 1952                                                                   |
| Stabæk IF           | 1             | 1998                                                                   |

## Damer
Sedan 1978 har även en cup för damer spelats. 1971 hade en inofficiell cupturnering startats.